# Società Ginnastica Gallaratese 1928-1929
Questa voce raccoglie le informazioni riguardanti la Società Ginnastica Gallaratese nelle competizioni ufficiali della stagione 1928-1929.

## Rosa
| N. |                   | Ruolo | Calciatore         |
| -- | ----------------- | ----- | ------------------ |
|    | Italia (bandiera) | D     | Pietro Bronzini    |
|    | Italia (bandiera) | C     | Mario Cappa (I)    |
|    | Italia (bandiera) | P     | Mario Fontana      |
|    | Italia (bandiera) | A     | Attilio Leva (III) |
|    | Italia (bandiera) | A     | Mario Lovetti      |
|    | Italia (bandiera) | A     | Natale Luoni       |
|    | Italia (bandiera) | C     | Felice Negretti    |
|    | Italia (bandiera) | C     | Pietro Negri       |
|    | Italia (bandiera) | P     | Mario Paolucci     |
|    | Italia (bandiera) | A     | Andrea Preuss      |

| N. |                   | Ruolo | Calciatore       |
| -- | ----------------- | ----- | ---------------- |
|    | Italia (bandiera) | A     | Arturo Robecchi  |
|    | Italia (bandiera) | C     | Giuseppe Rossi   |
|    | Italia (bandiera) | C     | Scandroglio      |
|    | Italia (bandiera) | D     | Fabio Storchi    |
|    | Italia (bandiera) | A     | Adriano Terenzio |
|    | Italia (bandiera) | D     | Piero Thiella    |
|    | Italia (bandiera) | A     | Domenico Torti   |
|    | Italia (bandiera) | D     | Terenzio Zaccari |
|    | Italia (bandiera) | A     | Settimo Zini     |